# Penrose Beck
Der Penrose Beck ist ein Wasserlauf im Lake District, Cumbria, England. Er entsteht westlich von Hawkshead und fließt in östlicher Richtung bis zu seiner Mündung in den Black Beck.